# Shaohao
Shaohao (kineski: 少昊), također poznat kao Shao Hao, Jin Tian ili Xuanxiao, bio je kineski car. Vladao je u 2600. godini pr. Kr. Prema nekima bio je jedan od Pet Careva. 
U kineskom gradu Qufuu nalazi se kamena piramida Shǎohào Líng. Prema legendi, Shaohao je najstariji sin Žutog Cara.